# Maggie Schauer
Margarete „Maggie“ Schauer ist eine klinische Psychologin, spezialisiert im Bereich von Traumafolgestörungen.

## Wirken
Schauer promovierte 1998 im Fachbereich Psychologie der Universität Konstanz. Sie habilitierte (habil rer. nat.) sich an der Mathematisch-Naturwissenschaftlichen Sektion, Universität Konstanz.
Sie leitet das Kompetenzzentrum Psychotraumatologie an der Universität Konstanz. Ihre Forschungskooperationen befassen sich mit multipler und komplexer Traumatisierung sowie zu transgenerationalen Folgen von Gewalt und Vernachlässigung. Schauer arbeitet mit Kindern und erwachsenen Überlebenden organisierter und familiärer Gewalt. Zusammen mit Frank Neuner und Thomas Elbert hat sie die Narrative Expositionstherapie (NET) zur Behandlung von Traumafolgestörungen nach multipler und komplexer Traumatisierung gegründet. Schauer koordiniert Therapie- und Hilfsprojekte in Kriegs- und Krisengebieten, in Flüchtlingslagern nach humanitären und Naturkatastrophen, in Demobilisierungsprojekten für Kindersoldaten und mit Überlebenden von Folter und Menschenrechtsverletzungen in den Herkunftsländern und in Deutschland mit Flüchtlingen und Asylbewerbern.
Sie ist Gründungsmitglied von vivo international, einer NGO zur Prävention und Behandlung von traumatischem Stress und ist im Gründungsvorstand und Beirat des Babyforums, einem Netzwerk von Fachkräften zur Betreuung von Schwangeren, Vorsorge bei Kindswohlgefährdung und Frühe Hilfen.
2015 erhielt Schauer den August-Forel-Preis des Stiftungsrates der Forel-Klinik in Ellikon an der Thur, Schweiz, sowie die Jaap-Chrisstoffels-Gastprofessur der Universität Amsterdam. 2016 wurde Maggie Schauer gemeinsam mit Thomas Elbert der Carl-Friedrich-von-Weizsäcker-Preis zugesprochen.

## Publikationen
- Maggie Schauer, Frank Neuner, Thomas Elbert: Narrative Exposure Therapy (NET). A Short-Term Intervention for Traumatic Stress Disorders. 2. Auflage. Hogrefe & Huber Publ. Cambridge, Mass. 2011, ISBN 978-0-88937-388-4 (NET Manual; EA 2005).
- Maggie Schauer, Frank Neuner, Thomas Elbert: Narrative Exposure Therapy (NET) for Survivors of Traumatic Stress. 3. Auflage. Hogrefe Publishing, 2025.
- Maggie Schauer, Thomas Elbert, Nataly Bleuel: Die einfachste Psychotherapie der Welt: Wie wir die Ursache von Stress und Krankheit behandeln und den Kreislauf von Trauma und Gewalt durchbrechen. Rowohlt Polaris, 2024, ISBN 978-3-499-01303-4.
- M. Schauer, E. Schauer: Trauma-Focused Public Mental-Health Interventions: A Paradigm Shift in Humanitarian Assistance and Aid Work. In: E. Martz (Hrsg.): Trauma Rehabilitation After War and Conflict. Springer, New York 2010, S. 361–430.
- M. Schauer, T. Elbert: Dissociation following traumatic stress: etiology and treatment. In: Journal of Psychology. Vol. 218, Nr. 2, 2010, S. 109–127.
- M. Schauer, M. Ruf-Leuschner: Die Lifeline in der Narrativen Expositionstherapie (NET). In: Psychotherapeut. Band 59, 2014, S. 226–238. doi:10.1007/s00278-014-1041-9
- M. Schauer, M. Ruf-Leuschner, M. Landolt: Dem Leben Gestalt geben: Die Lifeline in der Traumatherapie von Kindern und Jugendlichen. In: K. Priebe, A. Dyer (Hrsg.): Metaphern, Geschichten und Symbole in der Traumatherapie. Hogrefe, 2014, S. 177–186.
- M. Schauer, I. Schalinski: Zur Biologie des Überlebens – Ätiologie und Behandlung traumainduzierter Dissoziation. In: J. Müller, M. Ruf-Leuschner, B. Grimmer, C. Knaevelsrud, B. Dammann (Hrsg.): Traumafolgen: Forschung und therapeutische Praxis. Kohlhammer, Stuttgart 2021, ISBN 978-3-17-037563-5.
- M. Schauer, T. Elbert, F. Neuner: Narrative Expositionstherapie nach Gewalt und Flucht. In: W. Machleidt, U. Kluge; M. Sieberer, A. Heinz (Hrsg.): Praxis der interkulturellen Psychiatrie und Psychotherapie. Migration und psychische Gesundheit. 2. Auflage. Urban & Fischer, München 2018, Kap. 24, S. 261–271.
- M. Schauer, F. Neuner, T. Elbert: Narrative Exposure Therapy for Children and Adolescents (KIDNET). In: M. Landolt, M. Cloitre, U. Schnyder: Evidence-Based Treatments for Trauma Related Disorders in Children and Adolescents. Springer Publishers, 2017, S. 227–250. doi:10.1007/978-3-319-46138-0_11
- M. Schauer: Narrative Exposure Therapy. In: J. Wright: International Encyclopedia of Social & Behavioral Sciences. 2. Auflage. 2015, S. 198–203. (online)
- M. Schauer, E. Schauer: Trauma-Focused Public Mental-Health Interventions: A Paradigm Shift in Humanitarian Assistance and Aid Work. In: E. Martz (Hrsg.): Trauma Rehabilitation After War and Conflict. Springer, New York 2010, S. 361–430.
- M. Schauer, M. Ruf-Leuschner, KINDEX: Pränatale Erfassung psychosozialer Risiken für die Entwicklung über die Lebensspanne - der Konstanzer INDEX. (online)
- M. Schauer, K. Robjant: Commentary on Scheidell et al.: En‐counting adversities; the ‘building blocks’ of psychopathology. In: Addiction. Band 113, Nr. 1, 2018, S. 57–58. doi:10.1111/add.14067
- M. Schauer: The Mass Refugee Movement – Better Reframed as Mental Health Crisis? In: Global Perspectives of the International Society for Traumatic Stress Studies ISTSS StressPoints, a quarterly eNewsletter. March 2016. (online) doi:10.13140/RG.2.1.4113.1926
- M. Schauer, I. Schalinski, T. Elbert: Shutdown Dissoziationsskala (Shut-D). Universität Konstanz. Creative Commons 2013. (online) (German, English, Norwegian)
- M. Schauer, I. Schalinski, T. Elbert: Shutdown Dissociation Scale (Shut-D). University of Konstanz, 2011.